# Killing in the Name (film)
Killing in the Name är en dokumentärfilm från 2010 om Islamisk terrorism.
Filmen visades under Los Angeles DocuWeeks den 30 juli 2010 och blev omnämnd i större sammanhang då den nominerades för en Oscar 2011

## Handling
För fyra år sedan skulle Ashraf Al-Khaled och hans brud fira sitt bröllop. Det som var tänkt att vara den lyckligaste dagen i deras liv blev i stället en katastrof, då en Al-Qaida självmordsbombare attackerade det hotell där de hade sin mottagning. Paret förlorade 27 närstående den dagen, bland annat båda sina fäder.
Filmen följer Ashraf då han under parollen "Om vi inte kan tala om det kommer terrorismen aldrig att få ett slut" söker upp offer och förövare för att försöka belysa det pris som betalas när Jihad misstolkas och slår fel. Förutom den egna bröllopstragedin i Jordanien fokuserar samtalen på specifika bombdåd i Irak och på Bali.

## Priser och nomineringar
| År   | Pris           | Kategori                 | Pristagare    | Resultat  |
| ---- | -------------- | ------------------------ | ------------- | --------- |
| 2011 | Oscar          | Bästa dokumentärkortfilm | Jed Rothstein | Nominerad |
| 2010 | LA Shorts Fest | Bästa dokumentär         | Jed Rothstein | Vann      |